# Pefki
Pefki este un oraș în Grecia în prefectura Atena. Începând cu reforma administrației locale din 2011, ea face parte din municipalitatea Lykovrysi-Pefki, din care este sediul și o unitate municipală .

## Geografic
Pefki este situat la 10 km (6 mile) nord-est de centrul orașului Atena. Unitatea municipală are o suprafață de 2.176 km2 . Zona construită din Pefki este continuă cu cele din suburbiile învecinate Irakleio, Lykovrysi, Kifisia și Marousi. Pefki este format din două zone: Ano Pefki și Kato Pefki. Pefki este deservită de linia de metrou Atena 1 și de mai multe rute de autobuz. Cea mai apropiată autostradă este Autostrada 6, la sud de Pefki.